# Food and Drug Administration
Pour les articles homonymes, voir FDA.
La Food and Drug Administration (ou FDA, en français « Agence américaine des produits alimentaires et médicamenteux »), est l'administration américaine chargée de la surveillance des produits denrées alimentaires et des médicaments. Cet organisme a, entre autres, le pouvoir d'autoriser ou d'interdire la commercialisation des médicaments sur le territoire américain.

## Champ d'interventions
La FDA est responsable de la protection et de la promotion de la santé publique par le contrôle et la supervision de la sécurité alimentaire, des produits du tabac, des compléments alimentaires, des médicaments pharmaceutiques sur ordonnance et en vente libre (médicaments), des vaccins, des produits biopharmaceutiques, des transfusions sanguines, des dispositifs médicaux, des dispositifs émetteurs de rayonnement électromagnétique (DER), des cosmétiques, des aliments pour animaux et des produits vétérinaires.
La fonction principale de la FDA est l'application de la loi fédérale sur les aliments, les médicaments et les cosmétiques (FD & C), mais l'agence applique également d'autres lois, notamment l'article 361 de la loi sur les services de santé publique, ainsi que les réglementations associées. Une grande partie de ce travail d'application de la réglementation n'est pas directement liée aux aliments ou aux médicaments, mais implique des domaines telles que la réglementation des lasers, des téléphones cellulaires et des préservatifs, ainsi que le contrôle des maladies dans des contextes allant des animaux domestiques au sperme humain donné pour une utilisation dans la procréation assistée.

## Historique
- 1906 (juin) : le président Théodore Roosevelt signe le Food and Drug Act, également appelé « Wiley Act » d'après son principal artisan[3]. Cette loi répond aux inquiétudes de l'opinion publique alertée par les reportages des journalistes d'investigation de l'ère progressiste[3].
- 1927 : le « Bureau de la chimie » est réorganisé en deux entités distinctes. Les fonctions régulatoires sont reprises par l'« Administration des denrées, médicaments et insecticides » (Food, Drug, and Insecticide Administration) et les fonctions non régulatoires sont reprises par le « Bureau de la chimie et des sols » (Bureau of Chemistry and Soils).
- 1930 : le nom d'« Administration des denrées, médicaments et insecticides » est raccourci en « Administration des denrées et médicaments » (Food and Drug Administration) dans une loi d'appropriation de l'agriculture.
- 1938 : le président Franklin D. Roosevelt signe le Federal Food, Drug, and Cosmetic Act[4], texte contraignant dans lequel la FDA puise son autorité, censé répondre au drame national survenu l'année précédente qui avait vu mourir une centaine de personnes par ingestion de l'élixir sulfanilamide, médicament rendu toxique par la présence de diéthylène glycol[5].
- 1953 : la FDA est placée sous l'autorité du département de la Santé, de l'Éducation et des Services sociaux des États-Unis.
- Le Naval Ordnance Laboratory de White Oak est investi par la FDA et devient son nouveau quartier général. Cependant, des restrictions de budget ralentissent le déménagement de beaucoup des bureaux de la FDA.

L'administration fédérale prépare des réformes législatives en vue de réformer le système de surveillance, jugé inadapté (en juin 2009, des produits de Nestlé, faits à partir de pâte à cookies, ont été rappelés, les produits contenant la bactérie potentiellement mortelle E. coli O157:H7, habituellement présente à l'intérieur des intestins des bovins).
En novembre 2017, la FDA autorise la commercialisation d'une pilule « traçable » aux États-Unis visant à traiter la schizophrénie et les frénésies. Elle est équipée d'un système permettant de détecter si un patient l'a ingérée. Cette innovation cherche à surveiller que les patients prennent leur traitement. Cependant, elle soulève des questions éthiques quant à la vie privée des patients.

Ancien logo de la FDA.
Logo de la FDA depuis 2016.

## Législation
- 1902 : Biologics Control Act, réglementant la production de produits biologiques, visant notamment les vaccins et les composants sanguins après l'accident sanitaire de contamination de l'antitoxine contre la diphtérie ;
- 1906 : Pure Food and Drug Act, sur la protection des consommateurs sous le contrôle du Département de l'Agriculture ;
- 1938 : Federal Food, Drug, and Cosmetic Act, portant création de la Food and Drug Administration et renforçant les pouvoirs de l'Administration fédérale ;
- 1944 : Public Health Service Act, établissant la quarantaine pour prévenir l'introduction, la transmission et la propagation de maladies transmissibles de pays étrangers aux États-Unis ;
- 1953 : Flammable Fabrics Act, sur la fabrication de vêtements hautement inflammables ;
- 1960 : Federal Hazardous Substances Labeling Act, sur les substances dangereuses exigeant un étiquetage de précaution ;
- 1965 : Federal Cigarette Labeling and Advertising Act sur l'étiquetage et la publicité des cigarettes ;
- 1966 : Fair Packaging and Labeling Act, règlemente l'étiquetage des produits de consommation ;
- 1972 : Consumer Products Safety Act, sur les normes de sécurité des produits de consommation ;
- 1976 : Medical Device Regulation Act, sur la classification des dispositifs médicaux
- 1984 : Comprehensive Smokeless Tobacco Health Education Act, traite de la recherche, de l'éducation et de l'information sur le tabagisme ;
- 1988 : Anti—drug Abuse Act, sur la lutte contre l'abus des drogues ;
- 1990 : Nutrition Labeling and Education Act, sur l'étiquetage de teneur en éléments nutritifs ;
- 1992 : Prescription Drug User Fee Act, règlementant le financement de l'Agence par l'Industrie phamaceutique ;
- 2011 : Food Safety Modernization Act, traite de l'adultération intentionnelle et de la salubrité alimentaire.

## Organisation
La FDA est dirigée par le commissaire aux aliments et drogues, nommé par le Président des États-Unis avec l'avis et le consentement du Sénat. Le commissaire relève du Secrétaire à la Santé et aux Services sociaux. Janet Woodcock est la commissaire par intérim, à compter du 20 janvier 2021.
La FDA a son siège social à White Oak dans le comté de Montgomery au Maryland. L'agence dispose également de 223 bureaux extérieurs et de 13 laboratoires situés dans les 50 États, les îles Vierges américaines et Porto Rico, et plus récemment, sur des sites internationaux, notamment en Chine, en Inde, en Europe, au Moyen-Orient et en Amérique latine. Elle salarie environ 9 300 personnes et gère un budget annuel de 2,3 milliards de dollars (chiffres 2008). La demande de budget fédéral de la FDA pour l'exercice 2014 a totalisé  4,7 milliards de dollars.

## Prérogatives
La FDA n'a pas autorité pour exiger le retrait d'un médicament du marché ; elle ne peut qu'inviter l'entreprise concernée à retirer volontairement le produit incriminé du marché.

## Controverses
Le Federal Food, Drug, and Cosmetic Act exige que tout produit contenant des substances nouvelles soit testé par les entreprises avant d'être soumis à l'examen de la FDA qui décidera ou non de sa mise sur le marché. L'agence ne réalise pas d'études toxicologiques, elle examine les données fournies par les demandeurs.
Cette position peut donner matière à critiques et conflits. Ainsi, selon le vétérinaire Burroughs, chargé de l'examen de la demande d'autorisation de mise sur le marché de la somatotropine fabriquée par l'entreprise Monsanto, et interrogé par Marie-Monique Robin dans son livre Le Monde selon Monsanto : « le dossier fourni par Monsanto était  haut comme moi […] Or, le règlement de la FDA nous impose de ne pas dépasser un délai de cent quatre-vingts jours pour analyser les données. En fait, c'est une technique des entreprises pour décourager un examen minutieux : elles envoient des tonnes de documents en espérant que vous vous contenterez de les survoler. J'ai très vite compris que les données ne visaient qu'à prouver que la rBGH [nb : en anglais : recombinant Growth Hormone Bovine, ou rBST — recombinant Bovine Somatotropin — par l'entreprise Monsanto] dopait effectivement la production laitière. Les scientifiques travaillant pour Monsanto ne s'étaient pas du tout intéressés à des questions cruciales » ; voyant que des « données manquaient », Burroughs demande à l'entreprise de « revoir sa copie ». Il est d'abord suivi dans sa requête par la FDA, avant de se trouver « mis sur la touche, ». « On m'a interdit l'accès aux données que j'avais moi-même demandées, jusqu'à ce que je sois complètement dépossédé du dossier. Et puis, le 3 novembre 1989, mon chef m'a raccompagné à la porte, c'était fini pour moi [licencié] […] pour incompétence. » Lorsque la journaliste lui demande si la FDA a été trompée par Monsanto, Burroughs répond : « Trompée n'est pas le mot juste, car cela signifierait que cela se serait passé à son insu. Non, l'agence a sciemment fermé les yeux sur les données dérangeantes parce qu'elle voulait protéger les intérêts de la société, en favorisant au plus vite la mise sur le marché de l'hormone transgénique… »
Directeur de la publicité chez Monsanto, Phil Angell déclarait au sujet des OGM : « Notre intérêt est d'en vendre le plus possible. En garantir l'innocuité, c'est le boulot de la FDA ». Ces propos déclenchèrent une vive polémique sur le rôle de la FDA.
La FDA a le pouvoir de rendre un médicament ou un aliment commercialisable aux États-Unis. Les liens entre des firmes pharmaceutiques, les milieux financiers et le gouvernement américain ont permis d'autoriser des aliments ou médicaments dangereux (ou inutiles), ou d'interdire des médicaments, appareils ou thérapies concurrentes des thérapies autorisées. Pour exemple, l'histoire de l'approbation de l'aspartame pour un usage alimentaire en donne un aperçu.